# پل کارل
پل کارل (چکی: Karlův most)، پلی تاریخی است که از روی رودخانهٔ ولتاوا در پراگ می‌گذرد. کار ساخت این پل تحت حمایت کارل چهارم در سال ۱۳۵۷ میلادی آغاز شد و در اوایل قرن پانزدهم به اتمام رسید. این پل جایگزین پل جودیت شد که در بین سال‌های ۱۱۵۸ تا ۱۱۷۲ ساخته شده بود که در سال ۱۳۴۲ توسط سیل به شدت آسیب دید. پل جدید در اصل با نام پل سنگی (به چکی: Kamenný most) یا پل پراگ (به چکی: Kamenný most) شناخته می‌شد؛ ولی از سال ۱۸۷۲ تاکنون تحت نام پل کارل شناخته می‌شود. به دلیل اینکه تا سال ۱۸۴۱ این پل تنها مسیر برای عبور از رودخانه ولدآوا بود؛ مهمترین مسیر ارتباطی میان قلعه پراگ و شهر قدیمی و مناطق مجاور بود.